# Papiro 52
Il Papiro 52 ({\displaystyle {\mathfrak {P}}}52), anche detto papiro Rylands 457, è un frammento (89 per 60 mm) di un codice papiriaceo scritto in lingua greca, contenente frammenti del Vangelo secondo Giovanni (18,31-33 nel recto e 18,37-38 nel verso). È conservato assieme agli altri Papiri Rylands alla Biblioteca universitaria John Rylands (Gr. P. 457) di Manchester, Regno Unito.
Il Rylands P52 è stato tradizionalmente considerato il più antico frammento conservatosi del Nuovo Testamento canonico, in quanto è stato proposto di datarlo tra il 125 e il 175, ma altri studi hanno portato a datazioni più tarde, tra la fine del II e gli inizi del III secolo.

## Storia
Il frammento del papiro era compreso in un gruppo acquistato sul mercato egiziano nel 1920 da Bernard Grenfell. La trascrizione e la traduzione originali del frammento del testo fu realizzata nel 1934 da Colin H. Roberts. Roberts trovò scritture simili in papiri datati all'epoca tra il 50 e il 150, con i casi più simili riguardanti scritture del periodo dell'imperatore Adriano (in carica dal 117 al 138). Poiché la composizione del Vangelo secondo Giovanni è fatta risalire al periodo tra la fine del I secolo e l'inizio del II secolo, Roberts propose una datazione corrispondente alla prima metà del II secolo. Nei 70 anni successivi a questa valutazione la datazione delle scritture usate da Roberts come metro di paragone è cambiata ed ora si valuta che siano state realizzate decenni dopo rispetto alle date allora prese in esame, mentre altre scritture simili sono state scoperte, risalenti alla seconda metà del II secolo.

## Datazione

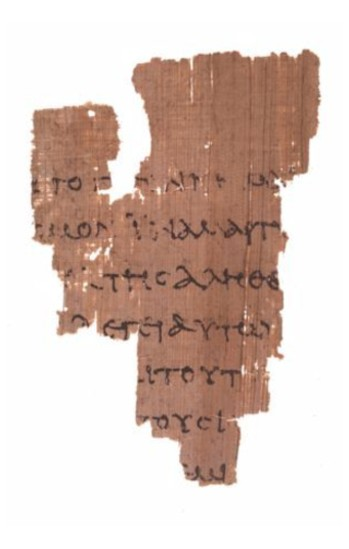
^{52}, verso (parte posteriore)

{\displaystyle {\mathfrak {p}}}52 è stato a lungo quasi universalmente datato a cavallo della metà del II secolo; in tal caso non solo sarebbe il più antico frammento del Nuovo Testamento conservatosi, ma sarebbe stato trascritto a ridosso della composizione dell'originale e comunque diffuso in un luogo distante dal presunto sito di composizione dell'opera: poiché il frammento è separato dall'originale autografo da almeno una copia, la data di composizione del Vangelo secondo Giovanni non può essere posteriore a qualche anno prima della produzione di {\displaystyle {\mathfrak {p}}}52; tale data va arretrata ulteriormente per permettere all'opera originale di diffondersi dal luogo di composizione del vangelo a quello di scoperta di {\displaystyle {\mathfrak {p}}}52. In tale caso {\displaystyle {\mathfrak {p}}}52 confermerebbe la data tradizionalmente accettata per la redazione definitiva del Vangelo secondo Giovanni, ovvero la fine del I secolo.
Esistono comunque delle riserve. I dubbi sull'utilizzo di {\displaystyle {\mathfrak {p}}}52 per datare il Vangelo secondo Giovanni (ma non sull'autenticità del frammento), si basano su due punti. Primo, il papiro è stato datato con precisione solo su base paleografica, senza l'ausilio di prove testuali esterne. In secondo luogo, come tutti i manoscritti evangelici più antichi conservatisi, questo frammento non proviene da un rotolo ma da un codice. Se risalisse alla prima metà del II secolo, questo frammento sarebbe l'esempio più antico di codice sopravvissuto (nel 90 Marziale affermava che i codici erano una novità a Roma).
La datazione alta per {\displaystyle {\mathfrak {p}}}52 è stata comunque messa in discussione da A. Schmidt, che preferisce una datazione attorno al 170 ± 25, sulla base di una comparazione col Papiro Chester Beatty X.
Più recentemente, diversi studiosi, tra cui Brent Nongbri, hanno messo in discussione entrambe le datazioni, criticando l'efficacia dell'uso della paleografia come unico metodo di datazione. Dopo aver raccolto un insieme di manoscritti datati è stato notato che, sebbene la maggior parte delle scritture simili a {\displaystyle {\mathfrak {p}}}52 risalgano ai primi tre decenni del II secolo, esistono nondimeno esemplari risalenti alla seconda metà del II secolo ed anche più tardi: la conclusione, secondo Nongbri, è che qualunque valutazione effettuata solo tramite paleografia debba per forza di cose estendersi ad un periodo comprendente il II secolo e l'inizio del III. Proprio per questa incertezza sulla datazione Nongbri ritiene che {\displaystyle {\mathfrak {p}}}52 non possa essere utilizzato come evidenza conclusiva in relazione alla datazione del Vangelo secondo Giovanni.
In generale, c'è comunque consenso sul fatto che questo frammento di papiro sia probabilmente il più antico testimone di qualunque parte del Nuovo Testamento. Il suo più vicino rivale è il Vangelo Egerton, un frammento di un codice del tardo II secolo che testimonia un vangelo non corrispondente a nessuno dei quattro vangeli canonici, ma che si avvicina più a Giovanni che ai vangeli sinottici, e che presenta una scrittura in cui le forme delle lettere sono più tarde di quelle di {\displaystyle {\mathfrak {p}}}52.